# Covasna (distrito)

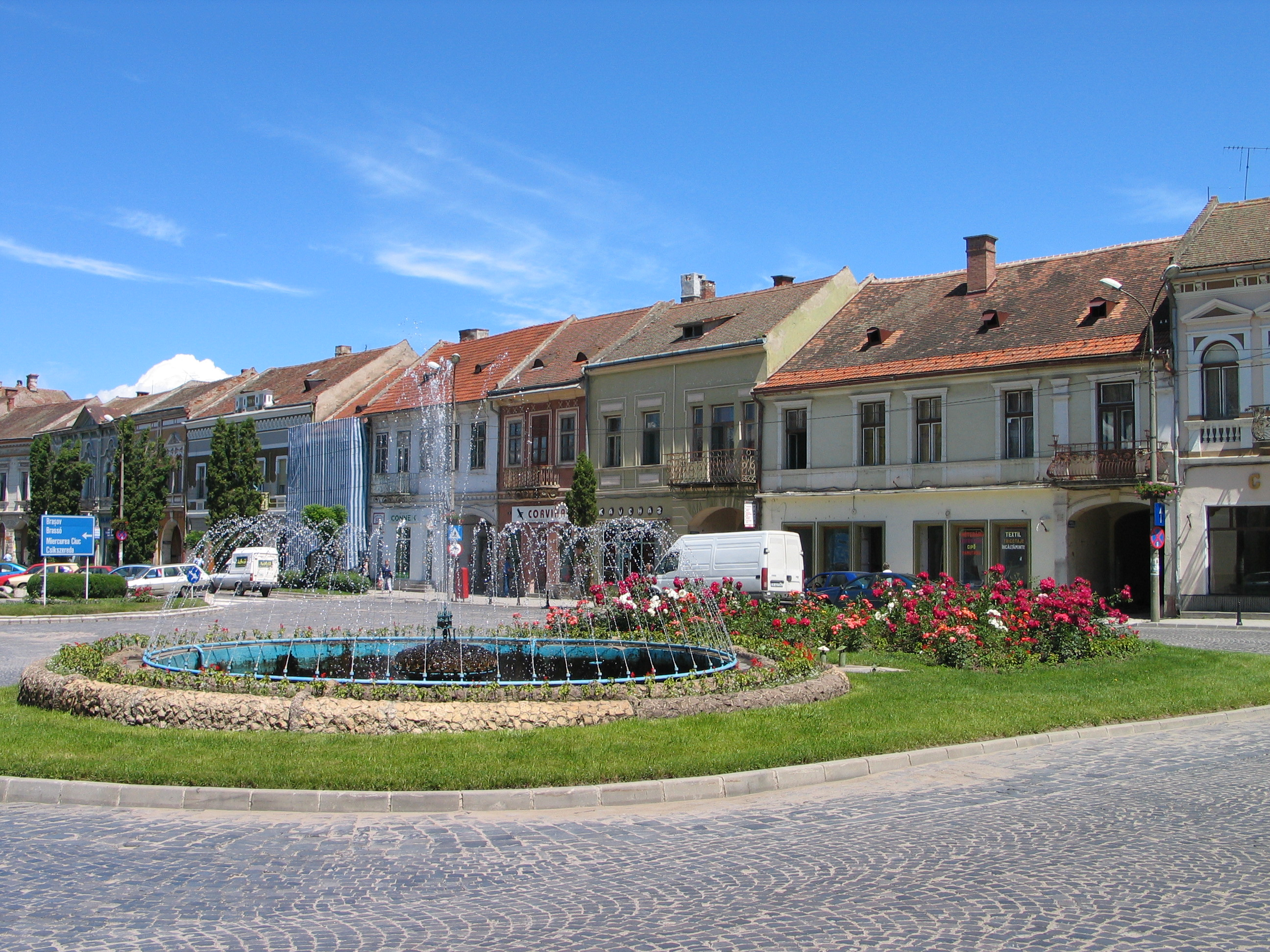
Centro de Târgu Secuiesc em Covasna.

Covasna é um județ (distrito) da Romênia, na região histórica da Transilvânia. Sua capital é a cidade de Sfântu Gheorghe.

## Geografia
O distrito de Covasna possui uma superfície total de 3 710 km².
A principal parte do relevo consiste do grupo oriental dos Cárpatos. A maioria das localidades se encontram em vales e depressões localizados ao longo de diferentes rios que cruzam o distrito. O principal rio é o  Olt, em cujas margens se encontra a cidade de Sfântu Gheorghe.

### Limites
- Vrancea e Bacău a leste;
- Brașov a oeste;
- Harghita ao norte;
- Buzău ao sul.

## Demografia
Em 2002, Covasna possuía uma população de 222.449 habitantes e densidade demográfica de 60 hab/km².

### Grupos étnicos
- húngaros: 73,79% (164.158 habitantes)[1]
- romenos: 23,28% (51.790 habitantes)
- ciganos: 2,68% (5.973 habitantes)

Covasna possui a segunda maior porcentagem de população húngara na Romênia, atrás apenas do distrito vizinho de Harghita. Os húngaros de Covasna são originalmente sículos.

### Evolução da população
| \| ano \| habitantes[2] \| \| ---- \| ------------- \| \| 1930 \| 152.563 \| \| 1948 \| 157.166 \| \| 1956 \| 172.509 \| \| 1966 \| 176.858 \| \| 1977 \| 199.017 \| \| 1992 \| 233.256 \| \| 2002 \| 222.449 \| |            |
| ano | habitantes |
| 1930 | 152.563    |
| 1948 | 157.166    |
| 1956 | 172.509    |
| 1966 | 176.858    |
| 1977 | 199.017    |
| 1992 | 233.256    |
| 2002 | 222.449    |

## Economia
Covasna tem sido um dos distritos preferidos para os investimentos estrangeiros, principalmente para os investidores húngaros, devido ao perfil da população.
As indústrias predominantes no distrito são:
- indústria madeireira
- indústria têxtil
- indústria de componentes elétricos
- indústria alimentícia e de bebidas

## Turismo
Os principais destinos turísticos do distrito são:
- a cidade de Sfântu Gheorghe (Sepsiszentgyörgy).
- os centros turísticos nas montanhas próximas:
  - Covasna (Kovászva)
  - Balvanyos (Bálványos)
  - Malnaș-Băi (Málnásfürdő)
  - Vâlcele (Előpatak)
  - Șugaș-Băi (Sugásfürdő)
  - Baile Fortyogo (Fortyogó)
  - Biborțeni (Bibarcfalva)
  - Ozunca-Bai (Uzonkafürdő)
- as montanhas:
  - Montanhas de Baraolt.
  - Montanhas de Bodoc.
  - Montanhas de Nemira.
  - Montanhas de Întorsura Buzaului.
- as igrejas fortificadas da Transilvânia: Aita Mare, Ilieni, Sânzieni, Sfântu Gheorghe, Zăbala etc.

## Divisões administrativas
O distrito possui 2 municípios, 3 cidades e 40 comunas. Os nomes em húngaro estão entre parênteses.

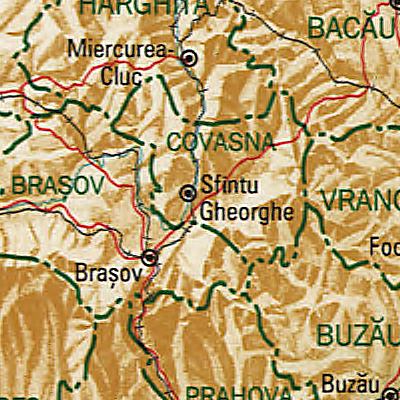
Mapa de Covasna.

### Municípios
- Sfântu Gheorghe (Sepsiszentgyörgy) - capital; população: 61.543 habitantes
- Târgu Secuiesc (Kézdivásárhely)

### Cidades
- Covasna (Kovászna)
- Baraolt (Barót)
- Întorsura Buzăului (Bodzaforduló)

### Comunas
| - Aita Mare (Nagyajta) - Arcuș (Árkos) - Barcani (Zágonbárkány) - Bățani (Nagybacon) - Belin (Bölön) - Bixad (Sepsibükszád) - Bodoc (Sepsibodok) - Boroșneu Mare (Nagyborosnyó) - Brăduț (Bardoc) - Brateș (Barátos) | - Brețcu (Bereck) - Catalina (Szentkatolna) - Cernat (Csernáton) - Chichiș (Kökös) - Comandău (Kommandó) - Dalnic (Dálnok) - Dobârlău (Dobolló) - Estelnic (Esztelnek) - Ghelința (Gelence) - Ghidfalău (Gidófalva) | - Hăghig (Hídvég) - Ilieni (Illyefalva) - Lemnia (Lemhény) - Malnaș (Málnás) - Mereni (Kézdialmás) - Micfalău (Mikóújfalu) - Moacșa (Maksa) - Ojdula (Ozsdola) - Ozun (Uzon) - Poian (Kézdiszentkereszt) | - Reci (Réty) - Sânzieni (Kézdiszentlélek) - Sita Buzăului (Szitabodza) - Turia (Torja) - Vâlcele (Előpatak) - Valea Crișului (Sepsikőröspatak) - Valea Mare (Nagypatak) - Vârghiș (Vargyas) - Zăbala (Zabola) - Zagon (Zágon) |